# Jon Batiste
Jonathan Michael Batiste (Metairie  11 november 1986) is een Amerikaans zanger, songwriter, muzikant, bandleider en tv-persoonlijkheid. Hij heeft opgenomen en opgetreden met artiesten in verschillende muziekgenres (Stevie Wonder, Prince, Willie Nelson, Lenny Kravitz, Ed Sheeran, Roy Hargrove en Mavis Staples), bracht zijn eigen opnames uit en trad op in meer dan 40 landen. Batiste toert regelmatig met zijn band Stay Human, en treedt sinds 2015 met hen elke avond op als bandleider en muzikaal leider op The Late Show met Stephen Colbert.
Batiste is ook de muziekdirecteur van The Atlantic en de creatief directeur van het National Jazz Museum in Harlem. In 2020 componeerde hij de score voor de Pixar-animatiefilm Soul, waarvoor hij een Academy Award, een Golden Globe Award, een Grammy Award en een BAFTA Film Award ontving (allemaal gedeeld met Trent Reznor en Atticus Ross). Tot aan 2022 heeft Batiste vijf Grammy Awards gewonnen uit 14 nominaties, waaronder een voor Album van het Jaar.